# توکای نیمروزی
توکای نیمروزی (نام علمی: Turdus falcklandii) نام یک گونه از سرده توکای حقیقی است.